# Fuchsfee

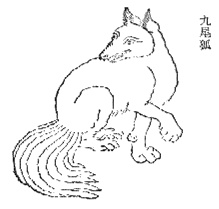
Neunschwänziger Fuchs; aus der Qing-Ausgabe von Shanhaijing

Die Fuchsfee (chinesisch 狐狸精, Pinyin hǔlijīng) oder Fuchsgeist (狐仙,  hǔxiān, oder 狐妖,  hǔyāo) ist ein Wesen aus der chinesischen Mythologie.
Fuchsfeen sind die Geister von Füchsen, die verwandt sind mit den japanischen Kitsune und den koreanischen Kumiho. Sie können sowohl von guter als auch von böser Natur sein.
In der chinesischen und japanischen Mythologie wird gemeinhin angenommen, dass alle Dinge in der Lage sind, menschliche Formen anzunehmen, magische Kräfte zu besitzen oder Unsterblichkeit zu erlangen, vorausgesetzt diese Dinge haben die nötige Energie dafür aufgesogen. Zu diesen Energien gehört zum Beispiel der menschliche Atem oder die Essenz des Mondes bzw. der Sonne.
Die Fuchsgeister, die den Menschen in Sagen und Legenden begegnen, sind meistens junge und schöne Frauen. Eine der bekanntesten Fuchsgeister der chinesischen Mythologie war Daji, die bezaubernde Tochter eines Generals. Sie wurde genötigt, einen grausamen Tyrannen zu ehelichen. Ein neunschwänziger Fuchsgeist bemächtigte sich ihrer Seele, und sie passte sich der Grausamkeit ihres unliebsamen Gatten an, woraufhin das Paar eine lange Dynastie voller Brutalität und totalitärer Macht ins Leben rief. Der Fuchsgeist, der das Mädchen zur Fuchsfee machte, wurde ihr später wieder ausgetrieben.
Viele solcher Geschichten über Fuchsgeister, die meistens auf ein Liebesabenteuer zwischen einer Fuchsfee und einem jungen Mann hinauslaufen, kann man in Märchen- und Sagensammlungen finden. In solchen Geschichten werden Füchse als Wesen mit menschlichen Emotionen dargestellt, die sogar in Form einer Frau den Mann heiraten und Kinder gebären können. Viele dieser Geschichten wurden von chinesischen Gelehrten geschrieben und einige Sinologen deuten diese Erzählungen als Kompensation zum in erotischer Hinsicht frustrierenden Alltag der Gelehrten.
Eine Frau, die einen verheirateten Mann verführt, wird heute pejorativ oft als hulijing („Fuchsfee“) bezeichnet, was im heutigen chinesischen Sprachgebrauch den Begriff einen abwertende Konnotation verleiht und mit dem europäischen Wort Vamp bzw. der Bedeutung als Verführerin oder Ehebrecherin vergleichbar ist.